# Cephalobus strandi-cornutus
Cephalobus strandi-cornutus is een rondwormensoort uit de familie van de Cephalobidae. De wetenschappelijke naam van de soort is voor het eerst geldig gepubliceerd in 1934 door Allgén.